# افلاتوکسین B1
افلاتوکسین B1 (انگلیسی: Aflatoxin B1) نام نوعی آفلاتوکسین است که توسط آسپرژیلوس فلاووس و آسپرژیلوس پارازیتیکوس تولید می‌شود.
این سم یکی از قوی‌ترین سرطان‌زاهای شناخته شده‌است که شاخصِ میانگینِ سم‌زایی آن (TD50) در موش‌ها چیزی در حدود ۰٫۰۰۳۲ میلی‌گرم در هر کیلوگرم وزن در روز است. میزان سرطان زایی افلاتوکسین B1 در جانوران گوناگون، متفاوت است و به عنوان مثال در موش‌ها بیشتر از میمون‌هاست.
این سم ذرت، بادام زمینی و سایر غلات و همچنین خوراک دام را آلوده می‌کند و سمی‌ترین نوع آفلاتوکسین محسوب می‌شود که در بروز سرطان کبد در انسان نقش مهمی دارد. در آزمایش‌های حیوانی ثابت شده‌است که این سم جهش‌زا، تراتوژن و تضعیف کنندهٔ دستگاه ایمنی بدن است.